# Taça Ariano Suassuna
A Taça Ariano Suassuna foi uma competição futebolística internacional, de caráter amistoso, organizada pelo Sport Club do Recife. O nome da mesma faz homenagem ao escritor Ariano Suassuna, torcedor-símbolo do clube, falecido em 23 de julho de 2014.
O Sport saiu vitorioso nas quatro edições disputadas, superando Argentinos Juniors, Atlético Tucumán, Nacional e The Strongest. Apesar disso, a competição sempre serviu como preparação dos participantes para o início das temporadas e teve em sua primeira edição aquela com o maior número de torcedores.
Em 6 de junho de 2019, a diretoria do Sport cancelou oficialmente a Taça Ariano Suassuna em virtude dos elevados custos envolvidos, não adequados a realidade do clube. Isto se deu pelo fato do clube brasileiro arcar com passagens, hospedagens e alimentação do adversário.

## História
A Taça Ariano Suassuna foi confirmada pelo Sport em 2 de janeiro de 2015, quando o clube também anunciou o Nacional de Montevidéu como adversário. Por sua vez, o nome da competição foi escolhido para fazer uma homenagem ao escritor Ariano Suassuna, torcedor-símbolo do clube, falecido em 23 de julho de 2014.

### Primeira edição
A primeira edição foi realizada às 18h30min de sábado, 24 de janeiro de 2015, na Arena de Pernambuco em São Lourenço da Mata. O início da partida ficou marcado pelos erros individuais. Foi dessa forma que saiu, aos quatro minutos, o primeiro gol do clube brasileiro com o atacante recém-contratado Samuel. Em desvantagem, o Nacional esboçou algumas jogadas ofensivas através de lançamentos longos e, aos 12, quase conseguiu igualar o placar com Iván Alonso. Três minutos depois, o Sport ampliou com Danilo. Após o segundo tento, o rubro-negro continuou superior, mas o adversário conseguiu contra-atacar com perigo. Até que, num cruzamento de De Pena, Durval concluiu contra o próprio gol. No segundo tempo, o técnico Eduardo Baptista promoveu duas mudanças durante o intervalo, alterando o esquema de jogo. A quantidade elevada de substituições também interferiu na partida, que seguiu sem grandes chances de gols para nenhum dos clubes. Este foi o primeiro jogo oficial do Sport no ano e atuação agradou a torcida e o técnico Eduardo Baptista. Por outro lado, o revés encerrou uma sequência de 16 jogos invicto do Nacional.

### Segunda edição
No ano seguinte, foi a vez da Ilha do Retiro receber a partida válida pela segunda edição da Taça Ariano Suassuna, realizada às 16 horas de domingo, 24 de janeiro de 2016. O Sport teve como adversário o Argentinos Juniors, dominando todas as ações do começo ao fim. O placar final foi construído nos primeiros minutos: Everton Felipe, aos 9, arrematou para abrir o placar. Dois minutos depois, Túlio de Melo converteu o pênalti. Com a vantagem, o rubro-negro manteve o ritmo ofensivo e teve outras oportunidades para ampliar o placar, enquanto os argentinos praticamente não incomodaram a defesa o Sport. O contexto do jogo mudou no segundo tempo, resultado das onze substituições efetuadas pelo técnico Paulo Roberto Falcão durante o intervalo. O equilíbrio seguiu até o término da partida.

### Terceira edição
O boliviano The Strongest foi o adversário da terceira edição, realizada às 16 horas de domingo, 22 de janeiro de 2017, na Arena de Pernambuco em São Lourenço da Mata. O confronto começou com o Sport superior ao adversário, resultando no tento de Rithely aos dez minutos. No entanto, o contexto mudou com a expulsão do zagueiro Ronaldo Alves, aos 26. Com a vantagem numérica, o The Strongest equilibrou o confronto e empatou no final do primeiro tempo com Marvin Bejarano. No segundo tempo, o técnico Daniel Paulista modificou significativamente o time, que encontrou mais dificuldades por causa do pouco entrosamento dos jogadores reservas. Mesmo assim, o atacante Paulo Henrique teve três boas chances de marcar, mas não conseguiu ser efetivo nelas. Com a igualdade no placar, o confronto foi decidido nos pênaltis, vencidos pelo Sport por 4-2.

### Quarta edição
O ano de 2018 marcou a última edição da Taça Ariano Suassuna, realizada às 17 horas de domingo, 14 de janeiro, na Ilha do Retiro. O rubro-negro enfrentou o Atlético Tucumán, segundo clube argentino que participou da competição, e teve as melhores chances do primeiro tempo, marcando com Sander, aos 34. Por outro lado, o Atlético Tucumán produziu pouco ofensivamente. Para o segundo tempo, o técnico Ricardo Zielinski fez cinco substituições que melhoraram o desempenho do clube argentino. Com o passar do tempo, porém, o Sport retomou o controle da partida e ampliou no último minuto com Thomás.

### Cancelamento e possível retorno
Para o ano de 2019, o Sport inicialmente adiou a quinta edição de janeiro para o período de realização da Copa América, entre junho e julho. Na ocasião, o então presidente do clube Milton Bivar justificou o adiamento da competição por causa de problemas financeiros. Mesmo assim, a mídia brasileira especulou Estudiantes, Independiente e Peñarol como possíveis adversários. Em 6 de junho de 2019, a diretoria do Sport cancelou oficialmente a Taça Ariano Suassuna em virtude dos elevados custos envolvidos, não adequados a realidade do clube. Isto se deu pelo fato do clube brasileiro arcar com passagens, hospedagens e alimentação do adversário. Esta decisão foi mantida nos dois anos seguintes e somente foi reconsiderada em 2022, quando procurou patrocinadores para viabilizar o retorno. No entanto, a realização foi novamente cancelada por receio medidas restritivas que impeça a presença de público no estádios pernambucanos, por conta do aumento dos casos de COVID-19.

## Repercussão
A Taça Ariano Suassuna foi considerada um evento de pré-temporada, servindo como uma preparação do Sport para as competições oficiais. Apesar disso, a torcida rubro-negra compareceu em bom número à primeira edição, que foi assistida por um público de 22356 pessoas. Esta foi a edição com maior número de público já que as demais não conseguiram atrair mais de 10 mil. O menor número se deu em 2018, quando 4933 pessoas foram à Ilha do Retiro.